# Nike Wagner
Nike Wagner (* 9. Juni 1945 in Überlingen am Bodensee) ist eine deutsche Publizistin und Dramaturgin. Sie war von 2004 bis 2013 Leiterin des Kunstfestes Weimar.

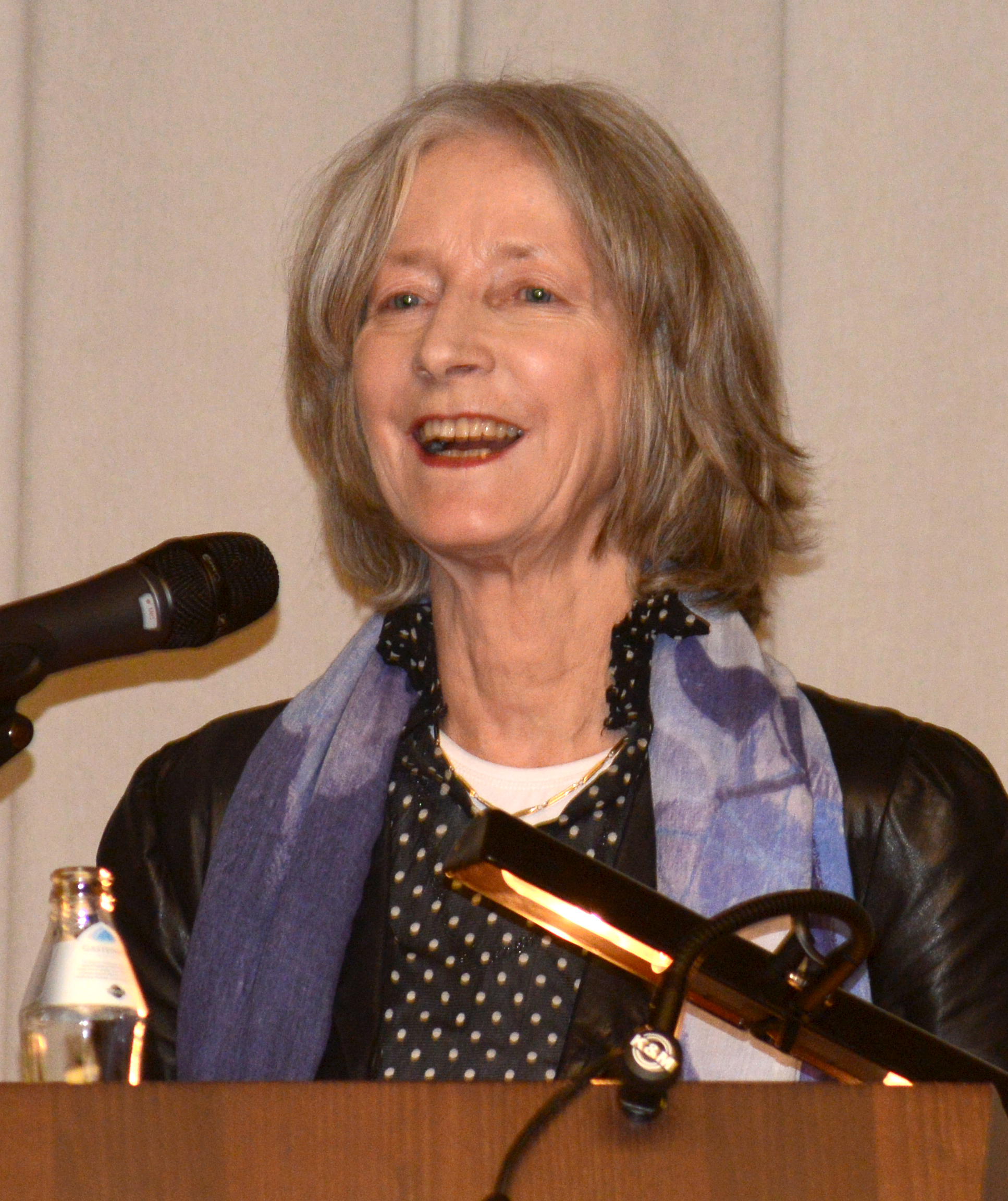
Nike Wagner, 2014

## Leben
Nike Wagner gehört zur Familie Richard Wagners. Sie wuchs als drittes Kind von Wieland Wagner und seiner Frau, der Tänzerin und Choreografin Gertrud Wagner, geb. Reissinger (1916–1998), ab 1946 in Richard Wagners Haus Wahnfried in Bayreuth auf. Sie ist eine Enkelin von Siegfried Wagner, Urenkelin von Richard Wagner und Ur-Urenkelin von Franz Liszt. In München, Berlin und den USA (wo sie sich auch „als Komponistin elektronischer Musik versuchte“) studierte sie Musik-, Theater- und Literaturwissenschaft; parallel war sie 1967/68 Redaktionsassistentin beim NDR-Fernsehen. An der Northwestern University in Illinois, wo sie von 1971 bis 1974 als Teaching Assistant arbeitete, wurde sie 1973 mit einer Studie über Karl Kraus promoviert; ihr Doktorvater war der österreichische Emigrant Erich Heller (1911–1990).
Seit 1975 ist Nike Wagner freischaffende Autorin; sie wirkte an zahlreichen Symposien und Kolloquien über Musik und Literatur im In- und Ausland mit. Von 1984 bis 1986 war sie Fellow am Wissenschaftskolleg zu Berlin. 2001 wurde ihr das Amt der Kultursenatorin in Hamburg angeboten. Da ihre Forderungen nach einer Erhöhung des Kulturetats der Hansestadt kein Gehör fanden, sagte sie ab. 2002 hatte sie eine Gastprofessur in Oxford inne; 2003 trat sie als externe Sachverständige der Enquête-Kommission „Kultur in Deutschland“ des Deutschen Bundestags bei. 2002/03 begleitete sie als Dramaturgin die Ring-Inszenierung von Herbert Wernicke und David Alden an der Bayerischen Staatsoper. 2004 übernahm sie die künstlerische Gesamtleitung des Kunstfestes Weimar, dem sie den Titel « Pèlerinages » gab.
Wiederholt übte Nike Wagner scharfe Kritik am langjährigen Leiter der Bayreuther Festspiele, ihrem Onkel Wolfgang Wagner, und meldete Ansprüche auf eine Übernahme seines Amtes an. 1999 bewarb sie sich hierfür zunächst gemeinsam mit Elmar Weingarten, dann mit Peter Ruzicka, 2008 zunächst mit Eva Wagner-Pasquier, dann – kurz vor Ende der Bewerbungsfrist – mit Gerard Mortier. Als der Bayreuther Stiftungsrat am 1. September 2008 mit einer Mehrheit von 22 Stimmen (bei 2 Enthaltungen) für Eva Wagner-Pasquier und Katharina Wagner als Festspielleiterinnen votierte, ließ Nike Wagner eine vorbereitete Erklärung verteilen, in der sie von einer „befremdlichen Prozedur“ sprach. Ihre Kritik wurde vom Vorsitzenden des Stiftungsrates zurückgewiesen. Im Mai 2013 schlug die Stadt Bonn Nike Wagner für die Intendanz des Bonner Beethovenfestes vor. Am 22. Mai 2013 stimmte der Kulturausschuss und einen Tag später der Rat einstimmig zu. Am 1. Januar 2014 übernahm Wagner die Nachfolge von Ilona Schmiel, die zur Tonhalle nach Zürich wechselte. Mitte 2019 wurde bekannt, dass Wagner ihren bis 2020 laufenden Vertrag nicht verlängern wolle. Zum Abschluss ihrer Amtszeit wurde sie am 10. September 2021 mit einem Konzert und der Auferstehungssymphonie, Gustav Mahlers zweite Symphonie, verabschiedet.
Nike Wagner sagte über den mit ihr befreundeten und wegen Sexualstraftaten verurteilten Siegfried Mauser im November 2018 bei einem Gesprächsabend, Mauser sei Opfer einer „böswilligen Intrige“ und einer „Hexenjagd“. Bernd Redmann, seinerzeit Präsident der Musikhochschule München, wies dies zurück. Auch große Kunst schütze Menschen nicht davor, strafbare Handlungen zu begehen. Er verwies auf die rechtskräftige Verurteilung Mausers infolge von Sexualstraftaten und stellte klar, dass Relativierungsversuche dieser Art alle Betroffenen von sexueller Belästigung und Gewalt diskreditierten.
Seit 1986 lebt Nike Wagner in Wien. In erster Ehe war sie mit dem Schauspieler und Drehbuchautor Jean Launay verheiratet. Ihre gemeinsame Tochter Louise Wagner (* 1981) ist als Tänzerin, Choreographin und Bühnenbildnerin tätig. Nike Wagners zweiter Mann ist der Musikwissenschaftler Jürg Stenzl (* 1942).

## Ehrungen, Mitgliedschaften
- 1999: Mitglied der Deutschen Akademie für Sprache und Dichtung
- Mitglied der Literaturklasse der Sächsischen Akademie der Künste
- 2012: Honorarprofessur an der PH Heidelberg[14]
- 2013: Verdienstorden des Freistaats Thüringen
- 2019: Bröckemännche-Preis[15]
- 2022: Bundesverdienstkreuz 1. Klasse
- 2025: Franz Liszt Ehrenpreis der Neuen Liszt Stiftung

## Publikationen
- Wolf Siegfried Wagner, Gertrud Wagner, Nike Wagner: Die Geschichte unserer Familie in Bildern, Bayreuth 1876–1976. Rogner & Bernhard, München 1976.
- Geist und Geschlecht. Karl Kraus und die Erotik der Wiener Moderne. Suhrkamp, Frankfurt am Main 1982 (Dissertation).
- Mann, sei nicht so hysterisch. Matthes und Seitz, München 1991 (Aufsatzsammlung).
- Nike Wagner (Hrsg.): Über Wagner. Von Musikern, Dichtern und Liebhabern. Eine Anthologie. Reclam, Stuttgart 1995, ISBN 3-15-009423-2.
- Wagner Theater. Insel, Frankfurt am Main 1998, ISBN 3-458-16898-2 (Neuausgabe: Suhrkamp, Frankfurt am Main 1999, ISBN 3-518-39579-3).
- Traumtheater: Szenarien der Moderne. Insel, Frankfurt am Main 2001, ISBN 3-458-17069-3.

## Filme
- Lesen! Gespräch, 30 Min., Produktion: ZDF, Erstsendung: 26. Juni 2007, Inhaltsangabe (Memento vom 3. August 2007 im Internet Archive)